# Kadashman-Harbe II
Kadashman-Harbe II fue rey de Babilonia. Sucedió a Enlil-nadin-shumi y fue colocado en el trono de Babilonia por el ejército elamita, el cual depuso a su antecesor, pero al cabo de dos años, fue depuesto por el ejército de Asiria de la que Babilonia era vasalla.
Se sabe poco acerca de su reinado, salvo que fue corto, quizá sólo de unos pocos meses Su reinado coincide con el período de hegemonía de Tukulti-Ninurta I, o posiblemente del transcurrido entre la captura de Kashtiliash IV, y la segunda campaña asiria de la conquista de Babilonia.
Los asirios pusieron en el trono a Adad-shum-iddina, quizás un hijo de Enlil-nadin-shumi.